# Болотін Григорій Самойлович
Григорій Самойлович Болотін (Болотін-Балясний) (1896–1990) — Діяч військової контррозвідки, генерал-майор (26.05.1943).

## Біографія[1]
Народився в грудні 1896 року в містечку Брусилові (Брусилівська волость Київської губернії Російської імперії), нині Житомирська область, Україна, в родині директора магазину. Єврей.
- У 1916-1918 рр. ливарник на заводі братів Крошнер, Київ.
- У 1918-1919 рр. партизан загону Власенко, м. Коростишів, Радомишль, Київ.
- У 1919 р червоноармієць караульного батальйону 1-го запасного полку, Київ.
- У 1919-1921 рр. червоноармієць 517-го Дніпро. полку, 2-го експедиційного загону по ББ, мл. ком. 77 стрілецького полку, Південно-Західний фронт.
- У 1921-1925 рр. зав. агентурою, уполн. розвідки губ. ЧК — губ. від. ГПУ, Київ.
- У 1925-1927 рр. пом. уполн. ГО ГПУ 14 -го стрілецького корпусу, Київ.
- У 1927-1929 рр. секретний уповноважений ГО ГПУ Українського ВО, Харків. Член ВКП (б) з 1928 року.
- У 1929-1934 рр. пом. уполн., уполн., оперуполн. ГО ГПУ Українського ВО, Харків.
- У 1934-1936 рр. пом. поч. ГО НКВД 45-го механізованого корпусу, Київ.
- У 1936-1937 рр. у відрядженні в Іспанії.
- У 1937—1938 рр. зам. поч. отд-я ГО ГУГБ НКВД СРСР.
- У 1938 р зам. поч. 7-го отд-а 3-го відділення. 2-го упр. НКВД СРСР.
- У 1938-1940 рр. зам. поч. 9-го отд-я 4-го відділення. ГУГБ НКВД СРСР.
- У 1941 р поч. 7-го отд-я 4-го відділення. ГУГБ НКВД СРСР, потім, поч. 4-го відділення. 3-го упр. НКО СРСР.
- У 1941-1943 рр. поч. 4-го відділення. УТО НКВД СРСР.
- У 1943-1946 рр. пом. поч. ГУКР СМЕРШ по Волхов., 3-го Білорус. фронтах.
- У 1946-1950 рр. пом. поч. 3-го гл. упр. МДБ СРСР.
- У 1950 р звільнений через хворобу. Персональний пенсіонер республіканського значення. Проживав в Москві.

Помер в січні 1990 року.

## Звання
- Старший лейтенант ДБ (08.01.1936);
- Капітан ДБ (05.04.1940);
- Бригадний комісар (10.06.1941);
- Полковник ДБ (14.02.1943);
- Генерал-майор (26.05.1943). Позбавлений звання генерал-майора 03.01.55 Пост. СМ СРСР № 9-4сс «як дискредитував себе за час роботи в органах держбезпеки і недостойний в зв'язку з цим високим званням генерала».

## Нагороди
- Орден Леніна
- Три  ордена Червоного Прапора
- орден Кутузова II ступеня (25.03.1945)
- Два  ордена Вітчизняної війни I ступеня (31.07.1944, 13.09.1945)
- Орден Вітчизняної війни II ступеня (28.10.1943)
- орден Червоної зірки (09.03.1943)[2]
- Медалі в тому числі:
  - Медаль «За відвагу»
  -  «XX років Робітничо-Селянської Червоної Армії» (1938)
  -  «За оборону Москви» (1944)
  -  «За Перемогу над Німеччиною у Великій Вітчизняній війні 1941—1945 рр.» (1945)
  -  «Ветеран Збройних Сил СРСР» (1976)
- знак «Заслужений працівник НКВС» (02.02.1942)
- Знак «50 років перебування в КПРС» (24.05.1982)